# Wijken en buurten in Goirle
De Nederlandse gemeente Goirle is voor statistische doeleinden onderverdeeld in wijken en buurten. De gemeente is verdeeld in de volgende statistische wijken:
- Wijk 01 Goirle-Centrum (CBS-wijkcode:078501)
- Wijk 02 Grobbendonck (CBS-wijkcode:078502)
- Wijk 03 De Groote Akkers (CBS-wijkcode:078503)
- Wijk 04 De Hoge Wal (CBS-wijkcode:078504)
- Wijk 05 Abcoven (CBS-wijkcode:078505)
- Wijk 06 Wildackers (CBS-wijkcode:078506)
- Wijk 07 't Ven (CBS-wijkcode:078507)
- Wijk 08 De Boschkens (CBS-wijkcode:078508)
- Wijk 09 De Hellen (CBS-wijkcode:078509)
- Wijk 10 De Nieuwe Erven (CBS-wijkcode:078510)
- Wijk 11 Hoogeind (CBS-wijkcode:078511)
- Wijk 12 Sportpark Van den Wildenberg (CBS-wijkcode:078512)
- Wijk 13 Bedrijventerrein Tijvoort (CBS-wijkcode:078513)
- Wijk 14 Verspreide huizen Goirle (CBS-wijkcode:078514)
- Wijk 20 Riel (CBS-wijkcode:078520)
- Wijk 21 Bedrijventerrein Riel (CBS-wijkcode:078521)
- Wijk 22 Sportpark De Krim (CBS-wijkcode:078522)
- Wijk 23 Verspreide huizen Riel (CBS-wijkcode:078523)

Een statistische wijk kan bestaan uit meerdere buurten. Onderstaande tabel geeft de buurtindeling met kentallen volgens het Centraal Bureau voor de Statistiek (2008):
| CBS-buurtcode | Buurtnaam                    | Inwonertal | Opp. totaal (ha) | Opp. land (ha) | Ligging                |
| ------------- | ---------------------------- | ---------- | ---------------- | -------------- | ---------------------- |
| BU07850101    | Goirle-Centrum               | 1070       | 23               | 23             | Locatie in de gemeente |
| BU07850202    | Grobbendonck                 | 1920       | 42               | 42             | Locatie in de gemeente |
| BU07850303    | De Groote Akkers             | 2140       | 36               | 36             | Locatie in de gemeente |
| BU07850304    | De Leijzoom                  | 120        | 5                | 5              | Locatie in de gemeente |
| BU07850405    | De Hoogte                    | 750        | 10               | 10             | Locatie in de gemeente |
| BU07850406    | De Vallei                    | 320        | 15               | 14             | Locatie in de gemeente |
| BU07850507    | Abcoven                      | 1320       | 35               | 35             | Locatie in de gemeente |
| BU07850608    | Wildackers                   | 2450       | 50               | 50             | Locatie in de gemeente |
| BU07850709    | 't Ven                       | 800        | 26               | 26             | Locatie in de gemeente |
| BU07850710    | Burgemeesters                | 750        | 19               | 19             | Locatie in de gemeente |
| BU07850811    | Tilburgseweg                 | 380        | 52               | 52             | Locatie in de gemeente |
| BU07850812    | De Boschkens-West            | 0          | 42               | 40             | Locatie in de gemeente |
| BU07850813    | De Boschkens-Oost            | 220        | 39               | 39             | Locatie in de gemeente |
| BU07850914    | Vennen                       | 980        | 20               | 20             | Locatie in de gemeente |
| BU07850915    | Bomen                        | 1080       | 16               | 16             | Locatie in de gemeente |
| BU07850916    | De Villa                     | 180        | 12               | 12             | Locatie in de gemeente |
| BU07850917    | Rivieren                     | 1000       | 15               | 15             | Locatie in de gemeente |
| BU07850918    | Kruiden                      | 1160       | 20               | 20             | Locatie in de gemeente |
| BU07851019    | De Nieuwe Erven              | 780        | 13               | 13             | Locatie in de gemeente |
| BU07851120    | Hoogeind                     | 170        | 6                | 6              | Locatie in de gemeente |
| BU07851121    | Geestelijken                 | 690        | 13               | 13             | Locatie in de gemeente |
| BU07851122    | Herstallen                   | 1040       | 18               | 18             | Locatie in de gemeente |
| BU07851223    | Sportpark Van den Wildenberg | 0          | 29               | 29             | Locatie in de gemeente |
| BU07851324    | Tijvoort-Noord               | 120        | 40               | 40             | Locatie in de gemeente |
| BU07851325    | Tijvoort-Zuid                | 120        | 38               | 38             | Locatie in de gemeente |
| BU07851426    | Verspreide huizen Goirle     | 240        | 1992             | 1975           | Locatie in de gemeente |
| BU07852027    | Riel-Dorp                    | 2020       | 81               | 81             | Locatie in de gemeente |
| BU07852028    | Spaansehoek                  | 220        | 92               | 92             | Locatie in de gemeente |
| BU07852129    | Bedrijventerrein Riel        | 60         | 9                | 9              | Locatie in de gemeente |
| BU07852230    | Sportpark De Krim            | 0          | 4                | 4              | Locatie in de gemeente |
| BU07852331    | Verspreide huizen Riel       | 210        | 1413             | 1413           | Locatie in de gemeente |